# Don't Give Up
«Don't Give Up» es el tercer sencillo del álbum What's the Time Mr. Wolf? de la banda británica de indie rock, The Noisettes. Fue lanzado el 17 de noviembre de 2006. La canción fue incluida en la banda sonora del videojuego FIFA 08, y en la banda sonora de la película Supercañeras.

## Lista de canciones
- «Don't Give Up» Sencillo en CD (lanzado el 17 de noviembre de 2006)

1. «Don't Give Up» 2:30
2. «For All We Know»

- «Don't Give Up» 7" (lanzado el 20 de noviembre de 2006)

1. «Don't Give Up» 2:30
2. «For All We Know»
3. «Speedhorn» 4:38
4. «What Kind Of Model»